# James Johnson (Politiker, 1811)

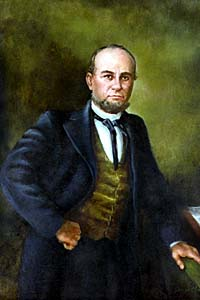
James Johnson

James Johnson (* 12. Februar 1811 im Robeson County, North Carolina; † 20. November 1891 im Chattahoochee County, Ohio) war ein US-amerikanischer Politiker und provisorischer Gouverneur von Georgia im Jahr 1865.

## Lebenslauf
Johnson studierte bis 1832 an der University of Georgia Jura. Nach seiner Zulassung als Rechtsanwalt eröffnete er 1835 in Columbus eine Anwaltskanzlei, später war er auch als Staatsanwalt tätig. 1851 wurde er in das US-Repräsentantenhaus gewählt. Dort verblieb er bis 1853. Als Unionist war er gegen den Austritt Georgias aus der Union.
Nach dem Bürgerkrieg wurde er von Präsident Andrew Johnson zum provisorischen Gouverneur von Georgia ernannt. Dieses Amt hatte er von Juni bis Oktober 1865 inne. Seine Aufgabe war es, die nach dem Krieg zusammengebrochene Verwaltung des Staates wieder aufzubauen. Er blieb bis zur Einberufung einer verfassungsgebenden Versammlung im Oktober im Amt. Diese Versammlung widerrief den Sezessionsbeschluss von 1861 und verabschiedete eine neue Verfassung für Georgia. James Johnson bewarb sich 1866 erfolglos um einen Sitz im Senat der Vereinigten Staaten.
Zwischen 1866 und 1869 war Johnson Steuereinzieher in Savannah. Von 1869 bis 1875 fungierte er als Richter am Obergericht von Georgia. Nach dem Ausscheiden aus diesem Amt war er wieder als Rechtsanwalt tätig. Er starb am 20. November 1891 auf seiner Plantage in Ohio.